# Bahnstrecke Dijon–Vallorbe
| |                              |                                                         |                                                         |
| Streckennummer (BAV): | 203 (Vallorbe–Grenze CH/F)   |                                                         |                                                         |
| Streckennummer (SNCF): | 850 000                      |                                                         |                                                         |
| Kursbuchstrecke (SNCF): | 531                          |                                                         |                                                         |
| Streckenlänge: | 145 km                       |                                                         |                                                         |
| Spurweite: | 1435 mm (Normalspur)         |                                                         |                                                         |
| Stromsystem: | Dijon-Dole: 1500 V =         |                                                         |                                                         |
| Stromsystem: | Dole-Vallorbe: 25 kV 50 Hz ~ |                                                         |                                                         |
| Maximale Neigung: | 15 ‰                         |                                                         |                                                         |
| |                              |                                                         |                                                         |
| \| \| \| Bahnstrecke Paris–Marseille von Paris \| \| \| \| 314,2 \| Dijon-Ville \| Dijon-Ville \| \| \| 315,8 \| Ouche \| Ouche \| \| \| \| Bahnstrecke Paris–Marseille nach Marseille \| \| \| \| 318,2 \| Ouche \| Ouche \| \| \| 323,2 \| Neuilly-lès-Dijon \| Neuilly-lès-Dijon \| \| \| 327,5 \| Magny-Fauverney \| Magny-Fauverney \| \| \| 330,1 \| Norges \| Norges \| \| \| 332,8 \| Genlis \| Genlis \| \| \| 334,2 \| Tille \| Tille \| \| \| 336,9 \| Collonges \| Collonges \| \| \| \| LGV Rhin-Rhône \| \| \| \| \| aus Saint-Jean-de-Losne \| \| \| \| 343,4 \| Villers-les-Pots \| Villers-les-Pots \| \| \| \| aus Gray \| \| \| \| \| Saône (vier Brücken) \| \| \| \| 346,1 \| Auxonne \| Auxonne \| \| \| 346,3 \| Saône \| Saône \| \| \| 350,5 \| Villers-Rotin \| Villers-Rotin \| \| \| 356,4 \| Champvans-les-Dole \| Champvans-les-Dole \| \| \| 358,9 \| aus Chagny \| aus Chagny \| \| \| 360,5 \| Dole-Ville \| Dole-Ville \| \| \| 361,2 \| Bahnstrecke Dole–Belfort nach Belfort \| Bahnstrecke Dole–Belfort nach Belfort \| \| \| 361,5 \| Bahnstrecke Dole–Poligny nach Poligny \| Bahnstrecke Dole–Poligny nach Poligny \| \| \| 364,1 \| Rhein-Rhône-Kanal \| Rhein-Rhône-Kanal \| \| \| 364,5 \| Doubs \| Doubs \| \| \| 370,0 \| Grand-Coutour \| Grand-Coutour \| \| \| 374,9 \| Montbarrey \| Montbarrey \| \| \| 380,2 \| Chatelay-Chissey \| Chatelay-Chissey \| \| \| 385,8 \| Bahnstrecke Franois–Arc-et-Senans von Besançon \| Bahnstrecke Franois–Arc-et-Senans von Besançon \| \| \| 385,9 \| Arc-et-Senans \| Arc-et-Senans \| \| \| 392,3 \| Mouchard \| Mouchard \| \| \| \| Bahnstrecke Mouchard–Bourg-en-Bresse n. Bourg-en-Bresse \| \| \| \| \| Tunnels de Champaillon \| \| \| \| 402,7 \| Mesnay-Arbois \| Mesnay-Arbois \| \| \| \| Tunnels des Écomboles \| \| \| \| \| Tunnels du Cul-de-Brey \| \| \| \| 415,8 \| Pont-d’Héry \| Pont-d’Héry \| \| \| \| Bahnstrecke Andelot-en-Montagne–La Cluse von La Cluse \| \| \| \| 416,4 \| Andelot-en-Montagne \| Andelot-en-Montagne \| \| \| 423,2 \| La Joux \| La Joux \| \| \| 437,1 \| Frasne \| Frasne \| \| \| \| \| \| \| \| \| La Rivière \| \| \| \| \| Drugeon \| \| \| \| 445,2 \| Tunnel du Martinet (238 m) \| Tunnel du Martinet (238 m) \| \| \| 446,1 \| Vaux-et-Chantegrue \| Vaux-et-Chantegrue \| \| \| 449,6 \| Doubs \| Doubs \| \| \| 450,7 \| Labergement-Sainte-Marie \| Labergement-Sainte-Marie \| \| \| \| Sainte-Colombe \| \| \| \| 454,2 \| Les Longevilles – Rochejean \| Les Longevilles – Rochejean \| \| \| \| Les Granges-Narboz \| \| \| \| \| Strecke nach Gilles \| \| \| \| \| Pontarlier \| \| \| \| \| Bahnstrecke Frasne–Les Verrières nach Neuchâtel \| \| \| \| \| La Cluse-et-Mijoux \| \| \| \| \| Fontaine-Ronde Ausgangspunkt Coni’Fer \| \| \| \| \| Métabief \| \| \| \| \| Les Hôpitaux-Neufs-Jougne Endpunkt Coni’Fer \| \| \| \| \| Col de Jougne \| \| \| \| 454,5 \| Tunnel du Mont d’Or \| Tunnel du Mont d’Or \| \| \| 459,6 \| Staatsgrenze Frankreich/Schweiz \| Staatsgrenze Frankreich/Schweiz \| \| \| \| \| \| \| \| 461.6 \| Vallorbe \| Vallorbe \| \| \| \| \| \| \| \| \| Simplonstrecke nach Domodossola \| \| |                              |                                                         |                                                         |
| Strecke |                              | Bahnstrecke Paris–Marseille von Paris                   | Bahnstrecke Paris–Marseille von Paris                   |
| Bahnhof | 314,2                        | Dijon-Ville                                             | Dijon-Ville                                             |
| Brücke über Wasserlauf | 315,8                        | Ouche                                                   | Ouche                                                   |
| Abzweig geradeaus und nach rechts |                              | Bahnstrecke Paris–Marseille nach Marseille              | Bahnstrecke Paris–Marseille nach Marseille              |
| Brücke über Wasserlauf | 318,2                        | Ouche                                                   | Ouche                                                   |
| Haltepunkt / Haltestelle | 323,2                        | Neuilly-lès-Dijon                                       | Neuilly-lès-Dijon                                       |
| ehemaliger Haltepunkt / Haltestelle | 327,5                        | Magny-Fauverney                                         | Magny-Fauverney                                         |
| Brücke über Wasserlauf | 330,1                        | Norges                                                  | Norges                                                  |
| Haltepunkt / Haltestelle | 332,8                        | Genlis                                                  | Genlis                                                  |
| Brücke über Wasserlauf | 334,2                        | Tille                                                   | Tille                                                   |
| Haltepunkt / Haltestelle | 336,9                        | Collonges                                               | Collonges                                               |
| Abzweig geradeaus und nach links |                              | LGV Rhin-Rhône                                          | LGV Rhin-Rhône                                          |
| Abzweig geradeaus und von links |                              | aus Saint-Jean-de-Losne                                 | aus Saint-Jean-de-Losne                                 |
| Bahnhof | 343,4                        | Villers-les-Pots                                        | Villers-les-Pots                                        |
| Abzweig geradeaus und von rechts |                              | aus Gray                                                | aus Gray                                                |
| Brücke über Wasserlauf |                              | Saône (vier Brücken)                                    | Saône (vier Brücken)                                    |
| Haltepunkt / Haltestelle | 346,1                        | Auxonne                                                 | Auxonne                                                 |
| Brücke über Wasserlauf | 346,3                        | Saône                                                   | Saône                                                   |
| ehemaliger Haltepunkt / Haltestelle | 350,5                        | Villers-Rotin                                           | Villers-Rotin                                           |
| ehemaliger Haltepunkt / Haltestelle | 356,4                        | Champvans-les-Dole                                      | Champvans-les-Dole                                      |
| Abzweig geradeaus und von rechts | 358,9                        | aus Chagny                                              | aus Chagny                                              |
| Bahnhof | 360,5                        | Dole-Ville                                              | Dole-Ville                                              |
| Abzweig geradeaus und nach links | 361,2                        | Bahnstrecke Dole–Belfort nach Belfort                   | Bahnstrecke Dole–Belfort nach Belfort                   |
| Abzweig geradeaus und nach rechts | 361,5                        | Bahnstrecke Dole–Poligny nach Poligny                   | Bahnstrecke Dole–Poligny nach Poligny                   |
| Brücke über Wasserlauf | 364,1                        | Rhein-Rhône-Kanal                                       | Rhein-Rhône-Kanal                                       |
| Brücke über Wasserlauf | 364,5                        | Doubs                                                   | Doubs                                                   |
| ehemaliger Haltepunkt / Haltestelle | 370,0                        | Grand-Coutour                                           | Grand-Coutour                                           |
| Haltepunkt / Haltestelle | 374,9                        | Montbarrey                                              | Montbarrey                                              |
| ehemaliger Haltepunkt / Haltestelle | 380,2                        | Chatelay-Chissey                                        | Chatelay-Chissey                                        |
| Abzweig geradeaus und von links | 385,8                        | Bahnstrecke Franois–Arc-et-Senans von Besançon          | Bahnstrecke Franois–Arc-et-Senans von Besançon          |
| Bahnhof | 385,9                        | Arc-et-Senans                                           | Arc-et-Senans                                           |
| Bahnhof | 392,3                        | Mouchard                                                | Mouchard                                                |
| Abzweig geradeaus und nach rechts |                              | Bahnstrecke Mouchard–Bourg-en-Bresse n. Bourg-en-Bresse | Bahnstrecke Mouchard–Bourg-en-Bresse n. Bourg-en-Bresse |
| Tunnel |                              | Tunnels de Champaillon                                  | Tunnels de Champaillon                                  |
| ehemaliger Bahnhof | 402,7                        | Mesnay-Arbois                                           | Mesnay-Arbois                                           |
| Tunnel |                              | Tunnels des Écomboles                                   | Tunnels des Écomboles                                   |
| Tunnel |                              | Tunnels du Cul-de-Brey                                  | Tunnels du Cul-de-Brey                                  |
| ehemaliger Haltepunkt / Haltestelle | 415,8                        | Pont-d’Héry                                             | Pont-d’Héry                                             |
| Abzweig geradeaus und von rechts |                              | Bahnstrecke Andelot-en-Montagne–La Cluse von La Cluse   | Bahnstrecke Andelot-en-Montagne–La Cluse von La Cluse   |
| Bahnhof | 416,4                        | Andelot-en-Montagne                                     | Andelot-en-Montagne                                     |
| ehemaliger Haltepunkt / Haltestelle | 423,2                        | La Joux                                                 | La Joux                                                 |
| Bahnhof | 437,1                        | Frasne                                                  | Frasne                                                  |
| Abzweig geradeaus und nach links · Strecke von rechts |                              |                                                         |                                                         |
| Strecke · Haltepunkt / Haltestelle |                              | La Rivière                                              | La Rivière                                              |
| Brücke über Wasserlauf · Brücke über Wasserlauf |                              | Drugeon                                                 | Drugeon                                                 |
| Tunnel · Strecke | 445,2                        | Tunnel du Martinet (238 m)                              | Tunnel du Martinet (238 m)                              |
| ehemaliger Haltepunkt / Haltestelle · Strecke | 446,1                        | Vaux-et-Chantegrue                                      | Vaux-et-Chantegrue                                      |
| Brücke über Wasserlauf · Strecke | 449,6                        | Doubs                                                   | Doubs                                                   |
| Haltepunkt / Haltestelle · Strecke | 450,7                        | Labergement-Sainte-Marie                                | Labergement-Sainte-Marie                                |
| Strecke · Haltepunkt / Haltestelle |                              | Sainte-Colombe                                          | Sainte-Colombe                                          |
| ehemaliger Haltepunkt / Haltestelle · Strecke | 454,2                        | Les Longevilles – Rochejean                             | Les Longevilles – Rochejean                             |
| Strecke · ehemaliger Haltepunkt / Haltestelle |                              | Les Granges-Narboz                                      | Les Granges-Narboz                                      |
| Strecke · Abzweig geradeaus und ehemals von links |                              | Strecke nach Gilles                                     | Strecke nach Gilles                                     |
| Strecke · Bahnhof |                              | Pontarlier                                              | Pontarlier                                              |
| Strecke · Abzweig ehemals geradeaus und nach links |                              | Bahnstrecke Frasne–Les Verrières nach Neuchâtel         | Bahnstrecke Frasne–Les Verrières nach Neuchâtel         |
| Strecke · Haltepunkt / Haltestelle (Strecke außer Betrieb) |                              | La Cluse-et-Mijoux                                      | La Cluse-et-Mijoux                                      |
| Strecke · Haltepunkt / Haltestelle Strecke bis hier außer Betrieb |                              | Fontaine-Ronde Ausgangspunkt Coni’Fer                   | Fontaine-Ronde Ausgangspunkt Coni’Fer                   |
| Strecke · ehemaliger Haltepunkt / Haltestelle |                              | Métabief                                                | Métabief                                                |
| Strecke · Kopfbahnhof Strecke ab hier außer Betrieb |                              | Les Hôpitaux-Neufs-Jougne Endpunkt Coni’Fer             | Les Hôpitaux-Neufs-Jougne Endpunkt Coni’Fer             |
| Strecke · Tunnel (Strecke außer Betrieb) |                              | Col de Jougne                                           | Col de Jougne                                           |
| Tunnelanfang · Strecke (außer Betrieb) | 454,5                        | Tunnel du Mont d’Or                                     | Tunnel du Mont d’Or                                     |
| Grenze (im Tunnel) · Grenze (Strecke außer Betrieb) | 459,6                        | Staatsgrenze Frankreich/Schweiz                         | Staatsgrenze Frankreich/Schweiz                         |
| Tunnelende · Strecke (außer Betrieb) |                              |                                                         |                                                         |
| Bahnhof · Strecke (außer Betrieb) | 461.6                        | Vallorbe                                                | Vallorbe                                                |
| Abzweig geradeaus und ehemals nach links · Strecke nach rechts (außer Betrieb) |                              |                                                         |                                                         |
| Strecke |                              | Simplonstrecke nach Domodossola                         | Simplonstrecke nach Domodossola                         |

Die Bahnstrecke Dijon–Vallorbe ist eine grenzüberquerende Hauptbahnstrecke in Frankreich und der Schweiz und dient als Verbindungslinie zwischen der Bahnstrecke Paris–Marseille und der Schweizer Simplonlinie.

## Geschichte

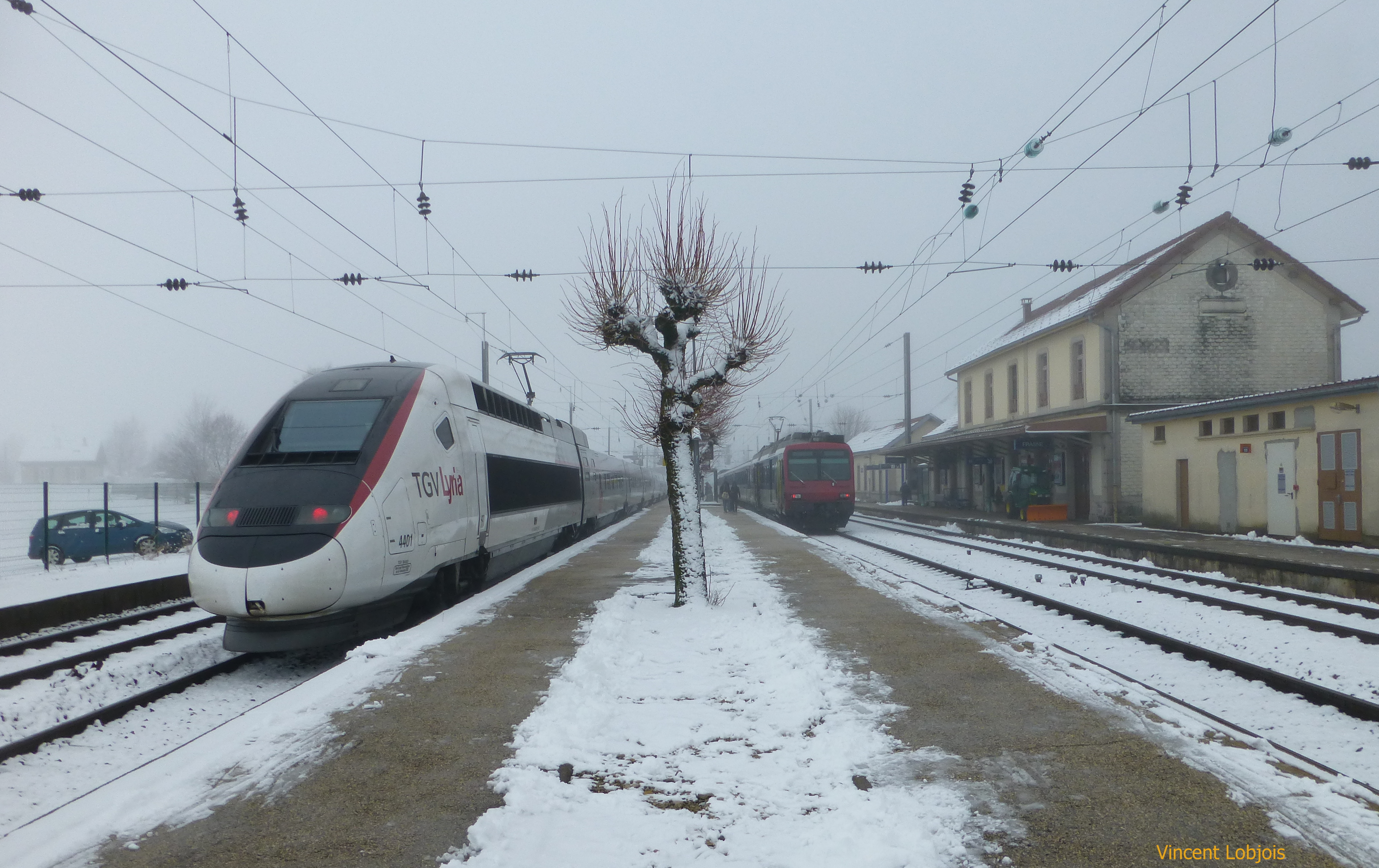
Ein TGV und ein Regionalzug aus der Schweiz im Bahnhof Frasne (2014)

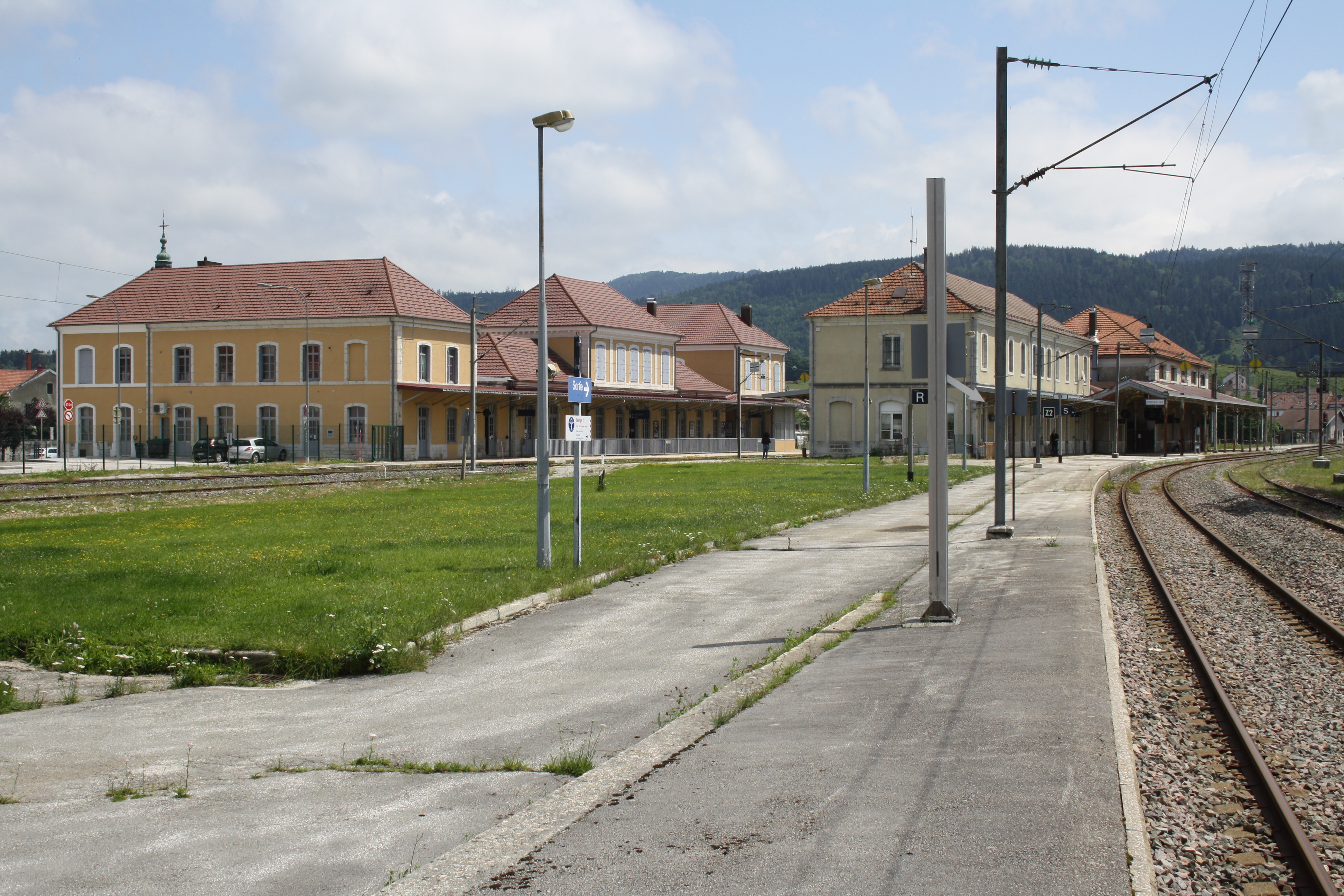
Bahnhof Pontarlier

Die Bahnstrecke wurde  1855 zwischen Dijon und Frasne eröffnet. 1862 kam der Abschnitt von Frasne nach Pontarlier hinzu, so dass die grenzüberschreitende Weiterfahrt auf der Bahnstrecke Frasne–Les Verrières und in der Schweiz über die Strecke von Pontarlier weiter bis Neuchâtel möglich wurde.
Der Anschluss an die zwischen 1855 und 1870 in der Schweiz erstellte Simplonlinie wurde 1875 mit Eröffnung der Bahnstrecke Pontarlier–Vallorbe mit einem Tunnel unter dem Col de Jougne hergestellt. Zur Weiterfahrt in Richtung Lausanne mussten die Züge im Bahnhof Vallorbe eine Spitzkehre absolvieren. Nach Eröffnung des Simplontunnels im Jahr 1906 mit fortan zweimalig grenzüberschreitendem Verkehr Paris–Lausanne–Mailand über Pontarlier wurde der bei Le Touillon auf 1012 m Höhe kulminierende Abschnitt Pontarlier–Vallorbe von bis zu 40 Zügen täglich befahren.
1915 wurde mit zwei kurzen Tunneln und dem 6,1 km langen Tunnel du Mont d’Or eine direkte Verbindung zwischen Frasne und Vallorbe in Betrieb genommen, welche mit einer geringeren Steigung aufwarten konnte und zudem das Kopfmachen in Vallorbe überflüssig machte. Diese Neubaustrecke nahm den Fernverkehr auf, während die alte Strecke via Pontarlier nur noch dem Lokalverkehr diente. Nach starken Beschädigungen im Zweiten Weltkrieg (unter anderem durch Sprengung des Jougne-Tunnels) wurde die alte Teilstrecke schrittweise bis 1969 stillgelegt. Seit 1993 findet unter dem Namen Coni’Fer ein Museumsbahnbetrieb zwischen Fontaine-Ronde südlich von Pontarlier und Les Hôpitaux-Neufs statt.
Rund 50 der 145 Kilometern sind doppelspurig ausgebaut, der Rest ist einspurig.
Die Gesamtstrecke wurde zwischen 1956 und 1958 mit 1500 Volt Gleichstrom (Dijon – Dole) bzw. 25 kV 50 Hz Wechselstrom (Dole – Vallorbe) elektrifiziert.

## Streckenverlauf
Die Bahnstrecke nimmt im Bahnhof Dijon-Ville ihren Ausgang, wo sie von der Magistrale Paris–Marseille bei Dijon-Porte-d’Ouche-Perrigny zusammen mit der Bahnstrecke Dijon-Ville–Is-sur-Tille ostwärts ausfädelt und Letztere sogleich nordwärts zur Umfahrung des Zentrums von Dijon abgibt. Südostwärts geht es dann geradlinig in der weiten Ouche-Niederung Richtung Saône, wobei Auxonne über eine flache Geländezunge, auf der auch die LGV Rhin-Rhône abgegeben wird, ohne Umweg erreicht werden kann. Über einen Höhenrücken mit kurzem Tunnel setzt die Trasse dann nach Dole im Tal des Doubs über, wo die Verknüpfung mit der Bahnstrecke Dole–Belfort besteht. Durch den Forêt de Chaux, der wiederum auf einem breiten Geländerücken zur Niederung der Loue liegt, wird in der Niederung die Bahnstrecke Franois–Arc-et-Senans im gleichnamigen Ort aufgenommen und nunmehr der Trennungsbahnhof Mouchard bereits am Jurasaum erreicht.
Hier geht die Strecke nach Bourg-en-Bresse ab, die sich an den westlichen Jurarand halten wird. Unsere Trasse steigt am Jurafuss hingegen aufwärts über Arbois zum Plateau Lédonien, das Richtung Andelot-en-Montagne auf dem Plateau des Angillon, wo die Bahnstrecke Andelot-en-Montagne–La Cluse ihren Ausgang nimmt. Ostwärts im Forêt de la Joux wird ein weiteres, höher gelegenes Juraplateau durchquert und schließlich Frasne auf über 800 m Seehöhe erreicht. Hier geht der Ast nach Neuchâtel ab und die Trasse strebt geradewegs dem Tal des Drugeon zu, das nach Durchbruch eines Höhenrückens erreicht wird. Nach geschickter Ausnutzung von Geländepforten quer über die Furche der Lac de Saint-Point / Lac de Remoray hinweg am Oberlauf des Doubs wird diesem noch kurz bis zum Eintritt in den nahezu schnurgeraden, 6 Kilometer langen Grenztunnel du Mont d’Or unter dem Hochjura gefolgt. In Vallorbe ist schließlich die Schweiz erreicht, wo Anschluss an die Simplonstrecke besteht.

## Betrieb
Seit 1984 wird die Strecke vor allem durch den TGV Lyria von den Verbindungen von Paris nach Lausanne und Bern mit Halt in Dijon, Frasne, Pontarlier (nur Züge von/nach Bern) und Vallorbe (nur Züge von/nach Lausanne) befahren.  Weiters verkehren TER-Regionalzüge der SNCF. Seit Dezember 2011 rollt auch der Verkehr der LGV Rhin-Rhône auf den ersten Kilometern der Strecke. Seit März 2012 verkehrt hier auch ein TGV von Frankfurt nach Marseille.